# Portugal en el Festival de la Canción de Eurovisión
Portugal participa en el Festival de la Canción de Eurovisión tras su debut en 1964, siendo el 17° país en debutar en el festival, considerándose uno de los países «clásicos».
La participación en el festival y su retransmisión es realizada por la Radio y Televisión de Portugal (RTP), quien suele organizar el Festival RTP da Canção desde su primera participación en 1964, con el objetivo de seleccionar su canción e intérprete para el Festival de la Canción de Eurovisión.
A pesar de su una larga trayectoria en el Festival de la Canción de Eurovisión, Portugal es considerado uno de los países con los resultados más pobres: de las canciones que ha enviado, solo 12 han finalizado en el Top 10 de la competencia con 11 de ellas fuera del Top 5. No obstante, en la final de Kiev 2017, el país luso consiguió su primera victoria con Salvador Sobral y el tema «Amar Pelos Dois», canción jazz compuesta por su hermana Luísa Sobral que consiguió 758 puntos, récord actual de puntuación.
Portugal promedia una puntuación de 54,84 puntos en sus apariciones en la gran final. Dentro de las votaciones de Portugal, destaca el intercambio de puntos con su único país vecino: España, así como de Francia, país del que cuenta una gran diáspora y a su vez, país que cuenta con una gran diáspora portuguesa. Así mismo, Portugal suele votar otros países de los que suele contar una gran diáspora: Ucrania, Rumanía y Moldavia. Por otra parte, Portugal también suele recibir votos de Suiza y Bélgica.

## Historia

### Década de los 60's: Primeras participaciones

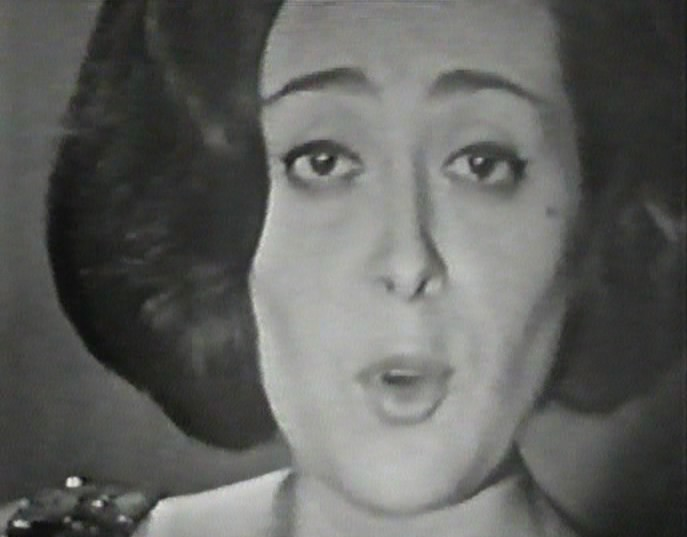
Simone de Oliveira, a posteriori una de las mayores estrellas de la música portuguesa, representó a Portugal durante el festival de 1965.

Portugal debutó en el Festival de la Canción de Eurovisión a través de su televisora, la RTP, en 1964. Su primer representante fue António Calvário y a la canción «Oração», la cual no recibió puntos, compartiendo el último puesto con otros tres países. Este resultado fue el inicio de una serie de malas posiciones, quedando fuera del top 10 en sus siguientes participaciones con la mítica Simone de Oliveira (en dos ocasiones), Madalena Iglésias, Eduardo Nascimento y Carlos Mendes. Para la elección de sus representantes, la RTP organizó un festival llamado «Grande Prémio TV da Canção Portuguesa» (Gran Premio de la televisión de la canción portuguesa).
En el año de 1970, Portugal se retiró por primera vez del concurso, uniéndose al boicot que hicieron los países nórdicos (Finlandia, Suecia y Noruega) y Austria por el método de votación que provocó el cuádruple empate en el primer lugar de 1969. Por tal motivo, Sérgio Borges con la canción «Onde Vais Rio Que Eu Canto?», que habían seleccionado previamente en su preselección, no se presentó.

### Década de los 70's y 80's

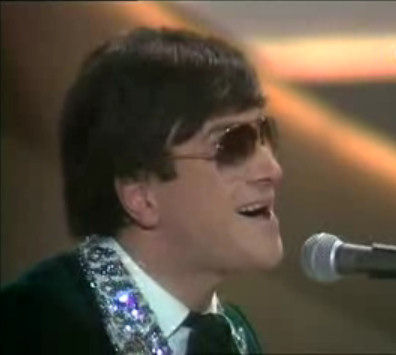
José Cid, uno de los cantantes más importantes del país luso, representó a Portugal en el festival de 1980.

Portugal regresó al concurso en 1971, logrando tres clasificaciones entre los diez primeros de forma consecutiva: Tonicha en 9.° lugar con «Menina do Alto da Serra», Carlos Mendes en 7.° con «A Festa Da Vida» y Fernando Tordo en 10.° con «Tourada». Sin embargo, tras estos éxitos, el país regresaría a los malos resultados en los años posteriores, destacando en 1974 la canción «E Depois do Adeus» de Paulo de Carvalho que significó la segunda ocasión que el país terminaba en último lugar. Además, cabe señalar que esta canción se convirtió en un símbolo dentro de la historia portuguesa al ser utilizada como clave para el inicio de la Revolución de los Claveles, el 25 de abril de ese año. 
En los siguientes años y durante la década de los ochenta, Portugal mantuvo resultados discretos, con las excepciones en 1979 y 1980, logrando obtener el 9.º y el 7.º lugar, respectivamente, con «Sobe, Sobe, Balão Sobe» de Manuela Bravo y «Um Grande, Grande Amor» de José Cid, junto a Maria Guinot quien quedó en 11.º lugar en 1984, a las puertas del Top 10.

### Década de los 90's e inicios de los 2000: Nuevos éxitos y relegación del festival
Durante la década de los noventa, Portugal experimentó un nuevo periodo de éxito en el concurso, con cuatro Top 10 en las primeras seis participaciones de la década: en 1991, por primera vez en 11 años, Dulce Pontes logró colocarse en el 8.º lugar con la balada «Lusitana Paixão». Dos años más tarde, Anabela terminó en 10.º lugar con «A Cidade (Até Ser Dia)». En 1994, los portugueses obtuvieron otro 8.º lugar con «Chamar A Música» de Sara Tavares. Finalmente, el clímax de este periodo sucedió en 1996 cuando Lúcia Moniz participó con la canción «O Meu Coração Não Tem Cor». Moniz obtuvo 92 puntos y logró colocarse en 6.º lugar, siendo, hasta ese entonces, su mejor resultado histórico.
Sin embargo, este periodo se terminó en 1997, cuando quedó por tercera ocasión en último lugar, siendo la segunda con cero puntos. Este resultado junto a las dos participaciones siguientes con resultados discretos, ocasionaron que Portugal fuera relegado del concurso en el 2000 por medio del sistema de medias que permitía la participación de los países durante esos años. De esta forma, el tema ganador del Festival RTP da Canção de ese año, «Sonhos Mágicos» de Liana no se presentó. En 2002, Portugal volvería a retirarse del concurso, aunque en esta ocasión por problemas internos en la RTP.  
En 2003, fue seleccionada internamente la cantante Rita Guerra, quien interpretó «Deixa-me sonhar», que se convirtió en la primera canción en contener una parte de su letra en inglés, tras enviar en sus treinta y seis apariciones previas, temas íntegros en portugués, incluso en los años con libertad de idioma. 

### Implementación de las semifinales (2004 - 2015)
En 2004, tras el aumento considerable de países interesados en concursar desde los noventa, la UER oficialmente decidió instaurar una ronda semifinal en el concurso, en la cual tenían que participar aquellos países que no pertenecieran al Big 4 ni que se hubieran clasificado en el Top 10 del festival anterior. De esta forma, Portugal se mantuvo cuatro años sin clasificarse a la final, al no poder situarse entre los diez primeros lugares de su semifinal que clasificaban a la gran final, siendo su mejor resultado en esos años en 2007, con la cantante Sabrina, que terminó en 11.º lugar de la semifinal con la canción «Dança Comigo (Vem Ser Feliz)». Cabe destacar, que si bien la canción estaba mayoritariamente en portugués, contenía algunas frases en inglés, francés y español.  

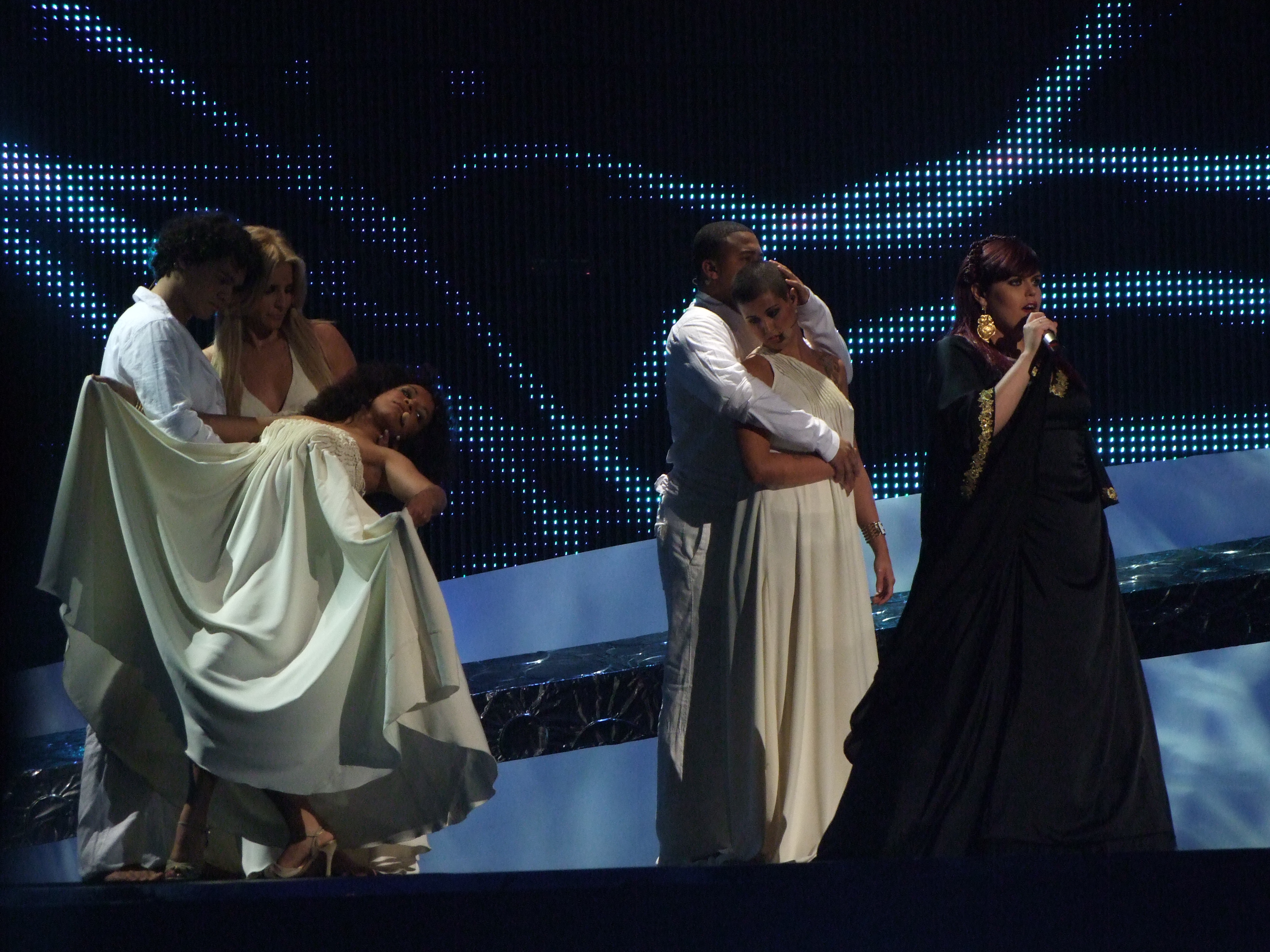
Vânia Fernandes representó al país en 2008, siendo la primera cantante que superó una semifinal para Portugal.

La edición de 2008 fue el primer festival que contó con dos semifinales, siendo sorteado el país en la segunda semifinal. Finalmente, el país conseguiría su primera clasificación a la final con la cantante originaria de la isla de Madeira Vânia Fernandes con la canción «Senhora do mar (Negras águas)». El tema destacó en la semifinal al posicionarse en 2.° lugar con 120 puntos, solo por detrás de la ganadora, Ucrania. En la final, Fernandes se ubicaría en el 13.° puesto con 69 puntos. Esta buena racha se mantendría en 2009 y 2010  aunque terminando en los puestos 15.º y 18.º respectivamente.
Tanto en 2011 como en 2012 sus canciones se quedaron en semifinales, con puestos 18.º y 13.º respectivamente. En 2013, Portugal no participó en el Festival, alegando problemas financieros debidos a la crisis económica.
Portugal retornó en 2014, pero quedó de nuevo descartado en la semifinal con Suzy y su canción «Quero Ser Tua», quedando en el 11.º puesto de la semifinal en la que participó, a solo un punto de pasar a la final. Leonor Andrade fue la representante en 2015. Su canción, muy arriesgada, «Há Um Mar Que Nos Separa», no pasó a la final tras obtener la 14.ª posición en la semifinal.

### Regreso triunfal en 2017 y época actual (2017 - )

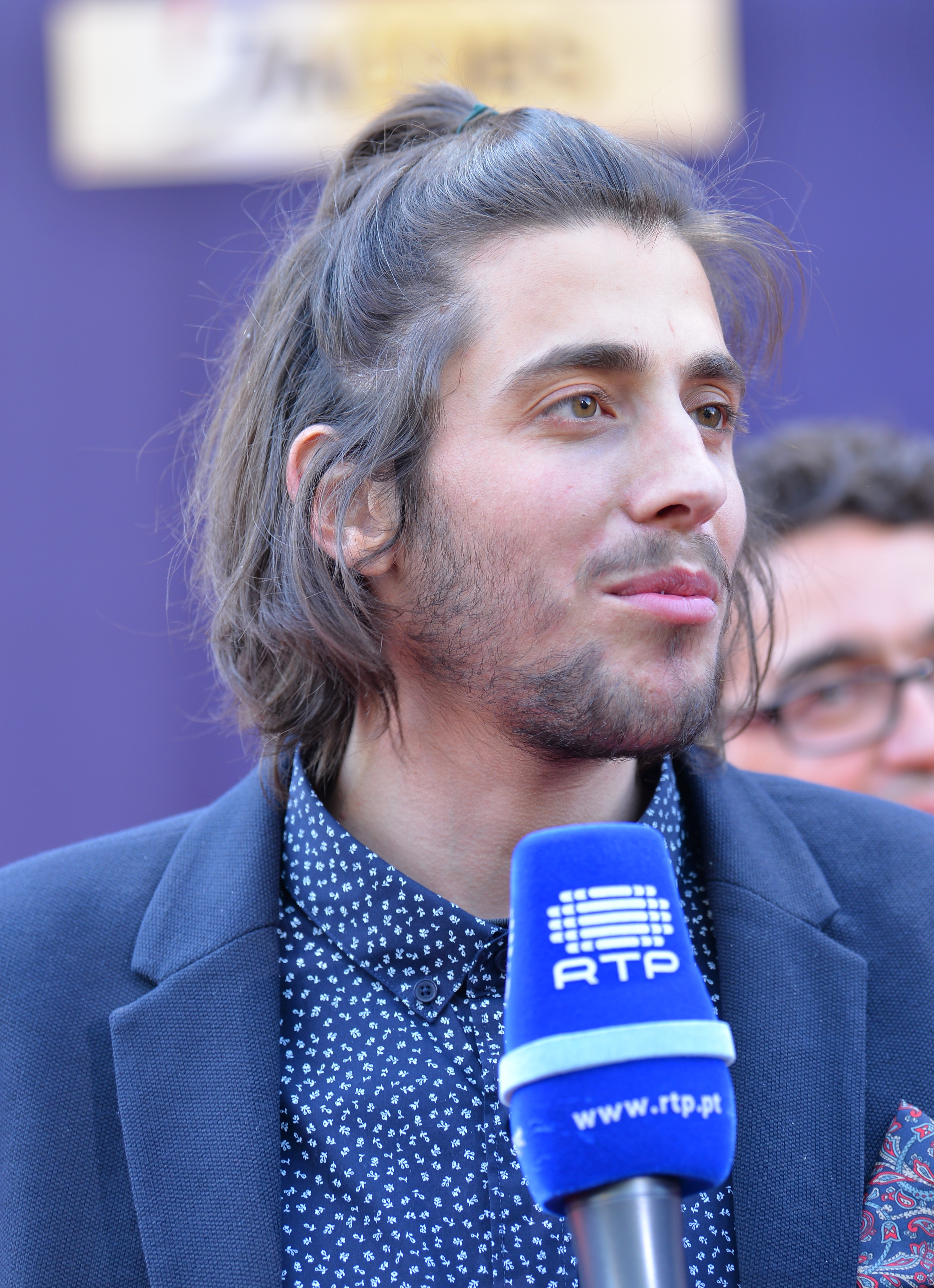
Salvador Sobral, ganador del Festival de Eurovisión 2017 con 758 puntos, récord de puntos hasta el momento en la historia del concurso.

En 2017, Portugal regresó al festival tras un año de ausencia debido a «un proceso de reestructuración de la cadena». El Festival da Canção de ese año dio como ganador a Salvador Sobral con la canción compuesta por su hermana Luísa Sobral «Amar Pelos Dois», tema jazz con influencias del cancionero estadounidense que rápidamente se convirtió en uno de los favoritos de las casas de apuestas. Tras superar la primera semifinal por primera vez en siete años y convertirse a horas previas de la final en el máximo favorito en las casas de apuestas, Portugal consiguió ganar el festival por primera vez en 49 años tras obtener 758 puntos, la mayor puntuación de la historia.
De esta forma, Portugal se convirtió en sede del festival en 2018, eligiendo como recinto el Altice Arena de la capital Lisboa y siendo presentado por cuatro presentadoras: Daniela Ruah, Catarina Furtado, Filomena Cautela y Sílvia Alberto. El Festival da Canção de este año tuvo una pequeña controversia después de que el máximo favorito para ganar, el popular cantante Diogo Piçarra fuera acusado de plagio de su canción, con lo cual terminó retirándose del concurso. Finalmente fue elegida la cantante Cláudia Pascoal y el tema indie «O jardim». Tras obtener solamente 39 puntos en las votaciones, se situó en la última posición, siendo la cuarta ocasión para el país luso que se ubicaba en dicha posición, así como la tercera vez que un país anfitrión ocupaba el último lugar. En 2019, Portugal volvió a ser eliminado en semifinales con Conan Osíris y «Telemóveis», quienes a pesar de partir como uno de los favoritos en las casas de apuestas, se colocaron en la 15.ª posición de la semifinal 1.  
En 2020 fue seleccionada para representar al país la cantante Elisa Silva con la balada «Medo de Sentir», sin embargo, el festival terminó siendo cancelado el 18 de marzo de ese año debido a la Pandemia de COVID-19. Tras la cancelación de esa edición, Portugal fue uno de los pocos países que decidió no seleccionar directamente al representante de 2020 para concursar en 2021, utilizando nuevamente el Festival da Canção. En este año, sería declarado ganador el grupo The Black Mamba con el tema soul «Love is on my Side», convirtiéndose en la primera canción del país en ser interpretada íntegramente en inglés. A pesar de no partir entre los favoritos, el grupo finalmente conseguiría avanzar a la final en 4° lugar con 239 puntos. En la gala final del sábado se colocarían en el 12° lugar con 153 puntos.
En 2022, el país luso aparecería por undécima vez entre los diez mejores del festival, con la canción indie pop «Saudade, saudade», de la cantante Maro. Tras clasificarse en cuarta posición con 208 puntos, finalizaría en el noveno lugar, con 207 puntos, en la gran final.
El año siguiente, Portugal se clasificó en novena posición, con 74 puntos, por tercera vez consecutiva en el festival. Sin embargo, en la gran final quedó en un vigesimotercer puesto, obteniendo 59 puntos con la canción «Ai Coraçao» de la cantante Mimicat. En 2024, el país consiguió entrar por duodécima vez entre los diez primeros después de clasificarse en la octava posición con un total de 58 puntos por cuarto año consecutivo. En la gran final, obtuvo 152 puntos quedando en décima posición con la canción «Grito» de la intérprete Iolanda.

## Participaciones
Leyenda
     Ganador
     Segundo puesto
     Tercer puesto
     Cuarto o quinto puesto (Top 5)
     Último puesto
| Año                  | Sede       | Artista            | Canción                         | Final              | Pts.               | Semifinal           | Pts.                |
| -------------------- | ---------- | ------------------ | ------------------------------- | ------------------ | ------------------ | ------------------- | ------------------- |
| 1964                 | Copenhague | António Calvário   | «Oração»                        | 13                 | 0                  | No hubo semifinales | No hubo semifinales |
| 1965                 | Nápoles    | Simone de Oliveira | «Sol de inverno»                | 13                 | 1                  | No hubo semifinales | No hubo semifinales |
| 1966                 | Luxemburgo | Madalena Iglésias  | «Ele e ela»                     | 13                 | 6                  | No hubo semifinales | No hubo semifinales |
| 1967                 | Viena      | Eduardo Nascimento | «O vento mudou»                 | 12                 | 3                  | No hubo semifinales | No hubo semifinales |
| 1968                 | Londres    | Carlos Mendes      | «Verão»                         | 11                 | 5                  | No hubo semifinales | No hubo semifinales |
| 1969                 | Madrid     | Simone de Oliveira | «Desfolhada portuguesa»         | 15                 | 4                  | No hubo semifinales | No hubo semifinales |
| No participó en 1970 |            |                    |                                 |                    |                    |                     |                     |
| 1971                 | Dublín     | Tonicha            | «Menina do Alto da Serra»       | 9                  | 83                 | No hubo semifinales | No hubo semifinales |
| 1972                 | Edimburgo  | Carlos Mendes      | «A festa da vida»               | 7                  | 90                 | No hubo semifinales | No hubo semifinales |
| 1973                 | Luxemburgo | Fernando Tordo     | «Tourada»                       | 10                 | 80                 | No hubo semifinales | No hubo semifinales |
| 1974                 | Brighton   | Paulo de Carvalho  | «E depois do adeus»             | 14                 | 3                  | No hubo semifinales | No hubo semifinales |
| 1975                 | Estocolmo  | Duarte Mendes      | «Madrugada»                     | 16                 | 16                 | No hubo semifinales | No hubo semifinales |
| 1976                 | La Haya    | Carlos do Carmo    | «Uma flor de verde pinho»       | 12                 | 24                 | No hubo semifinales | No hubo semifinales |
| 1977                 | Londres    | Os Amigos          | «Portugal no coração»           | 15                 | 18                 | No hubo semifinales | No hubo semifinales |
| 1978                 | París      | Gemini             | «Dai-li-dou»                    | 17                 | 5                  | No hubo semifinales | No hubo semifinales |
| 1979                 | Jerusalén  | Manuela Bravo      | «Sobe, sobe, balão sobe»        | 9                  | 64                 | No hubo semifinales | No hubo semifinales |
| 1980                 | La Haya    | José Cid           | «Um grande, grande amor»        | 7                  | 71                 | No hubo semifinales | No hubo semifinales |
| 1981                 | Dublín     | Carlos Paião       | «Play-back»                     | 18                 | 9                  | No hubo semifinales | No hubo semifinales |
| 1982                 | Harrogate  | Doce               | «Bem-bom»                       | 13                 | 32                 | No hubo semifinales | No hubo semifinales |
| 1983                 | Múnich     | Armando Gama       | «Esta balada que te dou»        | 13                 | 33                 | No hubo semifinales | No hubo semifinales |
| 1984                 | Luxemburgo | Maria Guinot       | «Silêncio e tanta gente»        | 11                 | 38                 | No hubo semifinales | No hubo semifinales |
| 1985                 | Gotemburgo | Adelaide Ferreira  | «Penso em ti, eu sei»           | 18                 | 9                  | No hubo semifinales | No hubo semifinales |
| 1986                 | Oslo       | Dora               | «Não sejas mau p'ra mim»        | 14                 | 28                 | No hubo semifinales | No hubo semifinales |
| 1987                 | Bruselas   | Nevada             | «Neste barco à vela»            | 18                 | 15                 | No hubo semifinales | No hubo semifinales |
| 1988                 | Dublín     | Dora               | «Voltarei»                      | 19                 | 5                  | No hubo semifinales | No hubo semifinales |
| 1989                 | Lausana    | Da Vinci           | «Conquistador»                  | 16                 | 39                 | No hubo semifinales | No hubo semifinales |
| 1990                 | Zagreb     | Nucha              | «Há sempre alguém»              | 20                 | 9                  | No hubo semifinales | No hubo semifinales |
| 1991                 | Roma       | Dulce Pontes       | «Lusitana paixão»               | 8                  | 62                 | No hubo semifinales | No hubo semifinales |
| 1992                 | Malmö      | Dina               | «Amor d'água fresca»            | 17                 | 26                 | No hubo semifinales | No hubo semifinales |
| 1993                 | Millstreet | Anabela            | «A cidade até ser dia»          | 10                 | 60                 | No hubo semifinales | No hubo semifinales |
| 1994                 | Dublín     | Sara Tavares       | «Chamar a música»               | 8                  | 73                 | No hubo semifinales | No hubo semifinales |
| 1995                 | Dublín     | Tó Cruz            | «Baunilha e chocolate»          | 21                 | 5                  | No hubo semifinales | No hubo semifinales |
| 1996                 | Oslo       | Lúcia Moniz        | «O meu coração não tem cor»     | 6                  | 92                 | No hubo semifinales | No hubo semifinales |
| 1997                 | Dublín     | Célia Lawson       | «Antes do adeus»                | 24                 | 0                  | No hubo semifinales | No hubo semifinales |
| 1998                 | Birmingham | Alma Lusa          | «Se eu te pudesse abraçar»      | 12                 | 37                 | No hubo semifinales | No hubo semifinales |
| 1999                 | Jerusalén  | Rui Bandeira       | «Como tudo começou»             | 21                 | 12                 | No hubo semifinales | No hubo semifinales |
| No participó en 2000 |            |                    |                                 |                    |                    |                     |                     |
| 2001                 | Copenhague | MTM                | «Só sei ser feliz assim»        | 17                 | 18                 | No hubo semifinales | No hubo semifinales |
| No participó en 2002 |            |                    |                                 |                    |                    |                     |                     |
| 2003                 | Riga       | Rita Guerra        | «Deixa-me sonhar»               | 22                 | 13                 | No hubo semifinales | No hubo semifinales |
| 2004                 | Estambul   | Sofia Vitória      | «Foi magia»                     | No se clasificó    | No se clasificó    | 15                  | 38                  |
| 2005                 | Kiev       | 2B                 | «Amar»                          | No se clasificó    | No se clasificó    | 17                  | 51                  |
| 2006                 | Atenas     | Nonstop            | «Coisas de nada»                | No se clasificó    | No se clasificó    | 19                  | 26                  |
| 2007                 | Helsinki   | Sabrina            | «Dança comigo»                  | No se clasificó    | No se clasificó    | 11                  | 88                  |
| 2008                 | Belgrado   | Vânia Fernandes    | «Senhora do mar (Negras águas)» | 13                 | 69                 | 2                   | 120                 |
| 2009                 | Moscú      | Flor-de-Lis        | «Todas as ruas do amor»         | 15                 | 57                 | 8                   | 70                  |
| 2010                 | Oslo       | Filipa Azevedo     | «Há dias assim»                 | 18                 | 43                 | 4                   | 89                  |
| 2011                 | Düsseldorf | Homens da Luta     | «A luta é alegria»              | No se clasificó    | No se clasificó    | 18                  | 22                  |
| 2012                 | Bakú       | Filipa Sousa       | «Vida minha»                    | No se clasificó    | No se clasificó    | 13                  | 39                  |
| No participó en 2013 |            |                    |                                 |                    |                    |                     |                     |
| 2014                 | Copenhague | Suzy               | «Quero ser tua»                 | No se clasificó    | No se clasificó    | 11                  | 39                  |
| 2015                 | Viena      | Leonor Andrade     | «Há um mar que nos separa»      | No se clasificó    | No se clasificó    | 14                  | 19                  |
| No participó en 2016 |            |                    |                                 |                    |                    |                     |                     |
| 2017                 | Kiev       | Salvador Sobral    | «Amar pelos dois»               | 1                  | 758                | 1                   | 370                 |
| 2018                 | Lisboa     | Cláudia Pascoal    | «O jardim»                      | 26                 | 39                 | País anfitrión      | País anfitrión      |
| 2019                 | Tel Aviv   | Conan Osíris       | «Telemóveis»                    | No se clasificó    | No se clasificó    | 15                  | 51                  |
| 2020                 | Róterdam   | Elisa              | «Medo de sentir»                | Festival cancelado | Festival cancelado | Festival cancelado  | Festival cancelado  |
| 2021                 | Róterdam   | The Black Mamba    | «Love is on my side»            | 12                 | 153                | 4                   | 239                 |
| 2022                 | Turín      | Maro               | «Saudade, saudade»              | 9                  | 207                | 4                   | 208                 |
| 2023                 | Liverpool  | Mimicat            | «Ai Coração»                    | 23                 | 59                 | 9                   | 74                  |
| 2024                 | Malmö      | Iolanda            | «Grito»                         | 10                 | 152                | 8                   | 58                  |
| 2025                 | Basilea    | Napa               | «Deslocado»                     | 21                 | 50                 | 9                   | 56                  |

## Festivales organizados en Portugal
| Edición                                   | Ciudad sede | Localización | Presentandores                                                    |
| ----------------------------------------- | ----------- | ------------ | ----------------------------------------------------------------- |
| Festival de la Canción de Eurovisión 2018 | Lisboa      | Altice Arena | Daniela Ruah, Catarina Furtado, Filomena Cautela y Sílvia Alberto |

## Votación de Portugal
Hasta 2025, la votación de Portugal ha sido:
| Más puntos otorgados solo en la gran final | Más puntos otorgados solo en la gran final | Más puntos otorgados solo en la gran final |
| Pos.                                       | País                                       | Puntos                                     |
| ------------------------------------------ | ------------------------------------------ | ------------------------------------------ |
| 1                                          | Italia                                     | 266                                        |
| 2                                          | España                                     | 265                                        |
| 3                                          | Reino Unido                                | 198                                        |
| 4                                          | Alemania                                   | 187                                        |
| 5                                          | Francia                                    | 177                                        |

| Más puntos otorgados en semifinales y final | Más puntos otorgados en semifinales y final | Más puntos otorgados en semifinales y final |
| Pos.                                        | País                                        | Puntos                                      |
| ------------------------------------------- | ------------------------------------------- | ------------------------------------------- |
| 1                                           | Italia                                      | 266                                         |
| 2                                           | España                                      | 265                                         |
| 3                                           | Suecia                                      | 250                                         |
| 4                                           | Ucrania                                     | 238                                         |
| 5                                           | Reino Unido                                 | 198                                         |

| Más puntos recibidos solo en la final | Más puntos recibidos solo en la final | Más puntos recibidos solo en la final |
| Pos.                                  | País                                  | Puntos                                |
| ------------------------------------- | ------------------------------------- | ------------------------------------- |
| 1                                     | Francia                               | 243                                   |
| 2                                     | España                                | 201                                   |
| 3                                     | Suiza                                 | 167                                   |
| 4                                     | Países Bajos                          | 127                                   |
| 5                                     | Islandia                              | 87                                    |
| 5                                     | Luxemburgo                            | 87                                    |

| Más puntos recibidos en semifinales y final | Más puntos recibidos en semifinales y final | Más puntos recibidos en semifinales y final |
| Pos.                                        | País                                        | Puntos                                      |
| ------------------------------------------- | ------------------------------------------- | ------------------------------------------- |
| 1                                           | Francia                                     | 363                                         |
| 2                                           | España                                      | 313                                         |
| 3                                           | Suiza                                       | 289                                         |
| 4                                           | Países Bajos                                | 165                                         |
| 5                                           | Islandia                                    | 162                                         |

## 12 puntos
- Portugal ha dado 12 puntos a:

### Final (1975 - 2003)
| Año  | País        | Año  | País       | Año  | País        | Año  | País        | Año                  | País                 |
| ---- | ----------- | ---- | ---------- | ---- | ----------- | ---- | ----------- | -------------------- | -------------------- |
| 1975 | Francia     | 1981 | Alemania   | 1987 | Italia      | 1993 | Francia     | 1999                 | Alemania             |
| 1976 | Reino Unido | 1982 | Alemania   | 1988 | Suiza       | 1994 | Irlanda     | No participó en 2000 | No participó en 2000 |
| 1977 | Reino Unido | 1983 | Luxemburgo | 1989 | Reino Unido | 1995 | Noruega     | 2001                 | Francia              |
| 1978 | Luxemburgo  | 1984 | España     | 1990 | Islandia    | 1996 | Reino Unido | No participó en 2002 | No participó en 2002 |
| 1979 | Israel      | 1985 | Italia     | 1991 | Italia      | 1997 | Italia      | 2003                 | España               |
| 1980 | Italia      | 1986 | Bélgica    | 1992 | Malta       | 1998 | Israel      |                      |                      |

| Año  | País     | Año                  | País                 |
| ---- | -------- | -------------------- | -------------------- |
| 2004 | Ucrania  | 2010                 | Bélgica              |
| 2005 | Bélgica  | 2011                 | Grecia               |
| 2006 | Suecia   | 2012                 | Estonia              |
| 2007 | Moldavia | No participó en 2013 | No participó en 2013 |
| 2008 | Ucrania  | 2014                 | Países Bajos         |
| 2009 | Islandia | 2015                 | Suecia               |

| Año                  | Jurado          | Televoto  | Conjunto |
| -------------------- | --------------- | --------- | -------- |
| No participó en 2016 |                 |           |          |
| 2017                 | República Checa | Moldavia  | Bélgica  |
| 2018                 | Lituania        | Estonia   | Estonia  |
| 2019                 | República Checa | Australia | Estonia  |
| 2021                 | Bulgaria        | Moldavia  | Islandia |
| 2022                 | Letonia         | Ucrania   | Ucrania  |
| 2023                 | Sin jurado      | Moldavia  | Moldavia |
| 2024                 | Sin jurado      | Ucrania   | Ucrania  |
| 2025                 | Sin jurado      | Ucrania   | Ucrania  |

| Año  | País     | Año                  | País                 |
| ---- | -------- | -------------------- | -------------------- |
| 2004 | España   | 2010                 | España               |
| 2005 | Rumania  | 2011                 | España               |
| 2006 | Ucrania  | 2012                 | España               |
| 2007 | Ucrania  | No participó en 2013 | No participó en 2013 |
| 2008 | Ucrania  | 2014                 | Austria              |
| 2009 | Moldavia | 2015                 | Italia               |

| Año                  | Jurado       | Televoto | Conjunto     |
| -------------------- | ------------ | -------- | ------------ |
| No participó en 2016 |              |          |              |
| 2017                 | Azerbaiyán   | Moldavia | Bélgica      |
| 2018                 | Estonia      | España   | Estonia      |
| 2019                 | Países Bajos | España   | Países Bajos |
| 2021                 | Bulgaria     | Francia  | Francia      |
| 2022                 | España       | Ucrania  | España       |
| 2023                 | Australia    | Ucrania  | España       |
| 2024                 | Suiza        | Israel   | Suiza        |
| 2025                 | Italia       | Israel   | Italia       |

## Galería de imágenes
|                                      |
| Simone de Oliveira en Nápoles (1965) |

|                            |
| José Cid en La Haya (1980) |

|                                  |
| Sofia Vitória en Estambul (2004) |

|                            |
| Sabrina en Helsinki (2007) |

|                                                                                            |
| Vânia Fernandes en Belgrado, donde consiguió pasar por primera vez de una semifinal (2008) |

|                             |
| Flor-de-Lis en Moscú (2009) |

|                               |
| Filipa Azevedo en Oslo (2010) |

|                           |
| Suzy en Copenhague (2014) |

|                                |
| Leonor Andrade en Viena (2015) |

|                                |
| Salvador Sobral en Kiev (2017) |

|                                           |
| Cláudia Pascoal e Isaura en Lisboa (2018) |

|                                 |
| Conan Osíris en Tel Aviv (2019) |

|                      |
| Maro en Turín (2022) |

|                             |
| Mimicat en Liverpool (2023) |

|                         |
| Iolanda en Malmö (2024) |